# Хортобадь
Хо́ртобадь (венг. Hortobágyi Nemzeti Park,  [hortobaɟʲi nɛmzɛti pɒrk]) — национальный парк в Венгрии, в Альфёльде, в медье Хайду-Бихар, а также небольшая одноимённая деревня на его территории.

## Общие сведения
Хортобадь находится к востоку от реки Тисы и в 40 километрах к западу от Дебрецена и Хайдушага. Занимает площадь более 800 км², что делает его крупнейшей природоохранной территорией Венгрии. Хортобадь — старейший национальный парк Венгрии, основан в 1973 году. В 1999 году он включён в список мирового культурного наследия ЮНЕСКО.
Символом парка является Девятиарочный мост длиной 167 метров, построенный в 1833 году. Девятиарочный мост — один из самых длинных в Венгрии, причём построен он не над рекой, а над болотной топью. Рядом с мостом находится чарда (постоялый двор), которая была построена около 300 лет назад на древней Соляной дороге, которая вела из Буды в Трансильванию. В чарде располагается этнографическая выставка.
На территории парка функционирует несколько музеев:
- Музей крестьянского быта Хортобадя
- Музей «Хортобади кёрсин» с выставками «Хортобадьский национальный парк в картинках» и «Охрана хищных птиц»
- Сторожка «Салкахалми»

## Природа
Территория парка имеет равнинный рельеф, занята степями и солончаковыми пастбищами. Почва сложена главным образом аллювиальными песками. Встречаются небольшие водоёмы, болота и дубовые рощи. Растительность характерна для степи. Хортобадь — часть обширного степного региона Пуста, который, однако, к настоящему времени в значительной степени мелиорирован с сельскохозяйственными целями, так что изначальную и нетронутую степь можно увидеть лишь в парке.
Климат Хортобади континентальный, засушливый. Количество осадков за год составляет около 500 мм. Летом в парке очень жарко, часты сильные ветры, иногда образуются смерчи. В Хортобади летом часто можно наблюдать миражи. Средняя высота поверхности над уровнем моря — 92 м. Самая высокая точка — холм Бюрёк (Bürök-halom) — 105 м.
Территория современного национального парка с древних времён служила местному населению в качестве пастбища. До нашего времени сохранились живущие здесь стада азиатских буйволов, венгерского серого крупного рогатого скота, коз и овец породы «рацка», численность которых в XX веке резко снизилась, и которые были взяты под охрану после образования национального парка. Также долгую традицию имеет хортобадьское коневодство, в деревне Мате находится конезавод, где уже более трёх веков разводят лошадей породы «нониус». Ежегодно в июне в парке проводится «Праздник скакунов», привлекающий большое число туристов и любителей лошадей.
В парке обитает 342 вида птиц, 152 вида здесь гнездятся. Среди наиболее примечательных птиц парка — журавли, дрофы, цапли, орлы курганники и др.
В начале XX века на месте солончаковых болот, образовавшихся из стариц искусственно спрямлённой венгерскими инженерами Тисы, была создана цепь озёр, в которых разводится рыба.
Название венгерского блюда «блинчики по-хортобадьски» никак не связано с регионом и появилось в качестве маркетингового хода.